# Jean le Rond d'Alembert
Jean le Rond d'Alembert (Paris, 16 de novembro de 1717 – Paris, 29 de outubro de 1783) foi um filósofo, matemático e físico francês que participou na edição da Encyclopédie, a primeira enciclopédia publicada na Europa.

## Biografia
Jean le Rond d'Alembert (pronúncia francesa ʒɑ̃ lə ʁɔ̃ dalɑ̃bɛːʁ) nasceu em Paris, filho ilegítimo da escritora Claudine Guérin de Tencin com o cavalheiro (chevalier) Louis-Camus Destouches, um oficial de artilharia das Forças Armadas. Seu pai estava distante quando nasceu e d'Alembert foi dias depois abandonado por sua mãe nos degraus da capela de Saint-Jean-le-Rond, próximo à igreja Notre-Dame de Paris.
Foi adotado por um vidraceiro e sua mulher, conhecida como Madame Rousseau, que cuidou de d'Alembert como se seu filho fosse, e recebeu o nome do santo patrono da igreja onde foi deixado. A verdadeira mãe sabia onde ele se encontrava e quando apresentou sinais de ser um gênio quis ficar com ele. "Você é apenas a minha madrasta" disse-lhe o rapaz "a mulher do vidraceiro é a minha verdadeira mãe". E com isto abandonou-a como ela o havia abandonado. O cavalheiro Destouches pagou secretamente pela educação do filho, mas nunca o reconheceu legalmente.
D'Alembert estudou teologia no Collège des Quatre-Nations e formou-se em Direito (1735–1738), mas só depois descobriu a sua vocação para a Matemática e Física. Tendo se tornado famoso, d'Alembert sempre teve orgulho de declarar que o vidraceiro e sua mulher eram seus pais e cuidou para que nada lhes faltasse (eles preferiram continuar vivendo em sua modesta casa). Mais tarde, a celebridade conseguida graças ao seu trabalho sobre o Cálculo Integral permitiu-o de entrar no colégio das ciências em 1741 com 24 anos de idade. Dois anos mais tarde, ele publica O Tratado da Dinâmica. Onze anos depois, foi nomeado membro da Academia Francesa, de onde foi eleito secretário perpétuo em 1752.
Durante sua vida, d'Alembert participou ativamente das duas academias, contribuindo com suas diversas descobertas. Manteve também correspondência com os nomes mais notáveis da época como Voltaire, Jean-Jacques Rousseau, e Leonhard Euler. Seus principais feitos foram no campo da astronomia e em matemática, com estudos de equações com derivadas parciais e seu uso na física. Também provou que todas as equações polinomiais a uma variável de grau N têm exatamente N soluções.
Todavia, é mais conhecido por seu trabalho em parceria com Denis Diderot, reunindo todas as descobertas científicas da época em um livro denominado Encyclopédie, no qual foi responsável pela redação de vários artigos e pela elaboração do prefácio.

## Obras
Foi escritor, filósofo e matemático, autor dos livros Discours préliminaire de enciclopedia Elogios acadêmicos e Tratado de dinâmica.
Suas pesquisas em física eram relacionadas à mecânica racional; princípio fundamental da dinâmica; problema dos três corpos; cordas vibrantes e hidrodinâmica.
Em matemática estudou as equações com derivadas parciais; equações diferenciais ordinárias; definiu a noção de limite; inventou um critério de convergência das séries; demonstrou o teorema fundamental da álgebra, que afirma ter toda equação algébrica pelo menos uma raiz real ou imaginária (teorema de D'Alembert).
D'Alembert foi o primeiro a chegar a uma solução para o extraordinário problema da precessão dos equinócios. Seu trabalho principal puramente matemático, foi sobre equações diferenciais parciais, particularmente em conexão com cordas vibratórias.
Disse a frase: "A Morte é um bem para todos os homens; É como a noite desse dia inquieto que se chama vida".

### Teorias musicais
A primeira exposição de D'Alembert à teoria musical foi em 1749, quando ele foi chamado para revisar uma Mémoire submetida à Academia por Jean-Philippe Rameau. Este artigo, escrito em conjunto com Diderot, mais tarde formaria a base do tratado de Rameau de 1750 Démonstration du principe de l'harmonie. D'Alembert escreveu uma brilhante resenha elogiando o caráter dedutivo do autor como um modelo científico ideal. Ele viu nas teorias musicais de Rameau apoio para suas próprias ideias científicas, um método totalmente sistemático com uma estrutura sintética fortemente dedutiva.
Dois anos depois, em 1752, d'Alembert tentou um levantamento completo das obras de Rameau em seus Eléments de musique théorique et pratique suivant les principes de M. Rameau. Enfatizando a principal afirmação de Rameau de que a música era uma ciência matemática que tinha um único princípio a partir do qual podiam ser deduzidos todos os elementos e regras da prática musical, bem como a metodologia cartesiana explícita empregada, d'Alembert ajudou a popularizar o trabalho do compositor e divulgar suas próprias teorias. Ele afirma ter "esclarecido, desenvolvido e simplificado" os princípios de Rameau, argumentando que a ideia única do corps sonore [fr] não era suficiente para derivar a totalidade da música.  D'Alembert, em vez disso, afirmou que três princípios seriam necessários para gerar o modo musical maior, o modo menor e a identidade das oitavas. Por não ser músico, no entanto, d'Alembert interpretou mal os pontos mais delicados do pensamento de Rameau, mudando e removendo conceitos que não se encaixariam perfeitamente em sua compreensão da música.
Embora inicialmente grato, Rameau eventualmente se voltou contra d'Alembert enquanto expressava sua crescente insatisfação com os artigos da Encyclopédie de J. J. Rousseau sobre música. Isso levou a uma série de trocas amargas entre os homens e contribuiu para o fim da amizade de d'Alembert e Rameau. Um longo discurso preliminar que d'Alembert escreveu para a edição de 1762 de seus Elémens tentou resumir a disputa e agir como uma refutação final.
D'Alembert também discutiu vários aspectos do estado da música em seu célebre Discours préliminaire da Encyclopédie de Diderot. D'Alembert afirma que, em comparação com as outras artes, a música, "que fala simultaneamente à imaginação e aos sentidos", não tem sido capaz de representar ou imitar tanto da realidade por causa da "falta de inventividade e desenvoltura suficientes daqueles que a cultivam".  Ele queria que a expressão musical lidasse com todas as sensações físicas, em vez de apenas com as paixões. D'Alembert acreditava que a música moderna (barroca) só havia alcançado a perfeição em sua época, pois não existiam modelos gregos clássicos para estudar e imitar. Ele afirmou que "o tempo destruiu todos os modelos que os antigos podem ter nos deixado neste gênero".Ele elogia Rameau como "aquele gênio viril, corajoso e fecundo" que pegou a folga deixada por Jean-Baptiste Lully nas artes musicais francesas.

## Legado
Na França, o teorema fundamental da álgebra é conhecido como teorema de d'Alembert/Gauss, pois um erro na prova de d'Alembert foi detectado por Gauss.
Ele também criou seu teste de razão, um teste para determinar se uma série converge.
O operador de D'Alembert, que surgiu pela primeira vez na análise de D'Alembert de cordas vibratórias, desempenha um papel importante na física teórica moderna.
Embora tenha feito grandes avanços em matemática e física, d'Alembert também é famoso por argumentar incorretamente em Croix ou Pile que a probabilidade de uma moeda pousar cabeças aumentava para cada vez que ela subia caudas. No jogo, a estratégia de diminuir a aposta quanto mais se ganha e aumentar a aposta mais se perde é, portanto, chamada de sistema D'Alembert, um tipo de martingale.
No sul da Austrália, uma pequena ilha costeira no sudoeste do Golfo de Spencer foi nomeada Ile d'Alembert pelo explorador francês, Nicolas Baudin durante sua expedição à Nova Holanda. A ilha é mais conhecida pelo nome alternativo em inglês de Lipson Island. A ilha é um parque de conservação e aves marinhas novatas.

## Publicações
- D'Alembert, Jean Le Rond (1743). Traité de dynamique 2nd ed. [S.l.]: Gabay
- D'Alembert, Jean Le Rond (1747a). «Recherches sur la courbe que forme une corde tenduë mise en vibration (Researches on the curve that a tense cord forms [when] set into vibration)». Histoire de l'académie royale des sciences et belles lettres de Berlin. 3. [S.l.: s.n.] pp. 214–219
- D'Alembert, Jean Le Rond (1747b). «Suite des recherches sur la courbe que forme une corde tenduë mise en vibration (Further researches on the curve that a tense cord forms [when] set into vibration)». Histoire de l'académie royale des sciences et belles lettres de Berlin. 3. [S.l.: s.n.] pp. 220–249
- D'Alembert, Jean Le Rond (1750). «Addition au mémoire sur la courbe que forme une corde tenduë mise en vibration». Histoire de l'académie royale des sciences et belles lettres de Berlin. 6. [S.l.: s.n.] pp. 355–60
- Recherches sur differens points importans du systeme du monde (em francês). 1. Paris: Michel Antoine David. 1754
  - Recherches sur differens points importans du systeme du monde (em francês). 2. Paris: Michel Antoine David. 1754
  - Recherches sur differens points importans du systeme du monde (em francês). 3. Paris: Michel Antoine David. 1756
- D'Alembert, Jean Le Rond (1995). Preliminary Discourse to the Encyclopedia of Diderot. Traduzido por Schwab, Richard N.; Rex, Walter E. [S.l.]: University of Chicago Press

- Traité de dynamique (em francês). Paris: Jean-Baptiste Coignard (3.). 1743
- Mémoire sur le calcul intégral (1739), prima opera pubblicata
- Traité de l'équilibre et du mouvement des fluides (1744)
- Réflexions sur la cause générale des vents (1746)
- Recherches sur les cordes vibrantes (1747)
- Recherches sur la précession des equinoxes, et sur la mutation de l'axe de la terre, dans le systême newtonien. A Paris: Jean Baptiste Coignard. 1749
- Éléments de musique, théorique et pratique. Lyon: Jombert, Charles Antoine; Bruyset, Jean-Marie (1.). 1759
- Essai d'une nouvelle théorie de la résistance des fluides (1752)
- Essai sur les éléments de philosophie (1759)
- Nouvelles expériences sur la résistance des fluides (em francês). Paris: Jean François Louis Chardon. 1777
- Éloges lus dans les séances publiques de l'Académie française (1779)
- Opuscules mathématiques[ligação inativa] (8 tomi 1761-1780)
- Œuvres complètes, Éditions CNRS, 2002. ISBN 2-271-06013-3
- Encyclopédie ou dictionnaire raisonné des sciences, des arts et des métiers, Flammarion, 1993. ISBN 2-08-070426-5
- Nouvelles expériences sur la résistance des fluides, par mm. D'Alembert ... & l'Abbé Bossut ... A Paris: rue Dauphine, chez Claude-Antoine Jombert, fils ainé, libraire du Roi pour le Génie & l'Artillerie. 1777
- Mélanges de littérature, de philosophie et d'histoire (em inglês). Londres: impresso para C. Henderson : e vendido por T. Becket e P. A. De Hondt, no Strand. 1764. 1764
- [Opere] (em francês). 1. Paris: A. Belin. 1821
  - [Opere] (em francês). 2. Paris: A. Belin. 1821
  - [Opere] (em francês). 3. Paris: A. Belin. 1821
  - [Opere] (em francês). 4. Paris: A. Belin. 1822
  - [Opere] (em francês). 5. Paris: A. Belin. 1822
  - Oeuvres et correspondances inedites (em francês). Paris: Librairie Académique Didier. 1887